# Campionato Brasiliense 2024
Il Campionato Brasiliense 2024 è stata la 66ª edizione della massima serie del campionato brasiliense. La stagione è iniziata il 13 gennaio 2024 e si è conclusa il 6 aprile successivo.

## Stagione

### Novità
Al termine della stagione 2023, sono retrocesse Taguatinga e Brasília. Sono salite dalla Segunda Divisão il Ceilandense e il Planaltina.

### Formato
Il torneo si svolge in due fasi: la prima è composta da un girone unico. Le prime quattro classificate di tale girone, accedono alla seconda fase che decreterà la formazione vincitrice del campionato.
La formazione vincitrice e la finalista perdente, potranno partecipare alla Série D 2025, alla Coppa del Brasile 2025 e alla Copa Verde 2025. Le ultime due classificate della prima fase, retrocedono in Segunda Divisão.

## Risultati

### Prima fase
|  | Pos. | Squadra        | Pt | G | V | N | P | GF | GS | DR  |
|  | ---- | -------------- | -- | - | - | - | - | -- | -- | --- |
|  | 1.   | Capital        | 22 | 9 | 7 | 1 | 1 | 24 | 3  | +21 |
|  | 2.   | Ceilândia      | 20 | 9 | 6 | 2 | 1 | 20 | 8  | +12 |
|  | 3.   | Gama           | 20 | 9 | 6 | 2 | 1 | 17 | 5  | +12 |
|  | 4.   | Brasiliense    | 19 | 9 | 6 | 1 | 2 | 15 | 6  | +9  |
|  | 5.   | Paranoá        | 18 | 9 | 5 | 3 | 1 | 13 | 8  | +5  |
|  | 6.   | Real Brasília  | 8  | 9 | 2 | 2 | 5 | 9  | 14 | -5  |
|  | 7.   | Samambaia      | 7  | 9 | 2 | 1 | 6 | 8  | 13 | -5  |
|  | 8.   | Ceilandense    | 7  | 9 | 2 | 1 | 6 | 9  | 19 | -10 |
|  | 9.   | Planaltina     | 4  | 9 | 1 | 1 | 7 | 5  | 19 | -14 |
|  | 10.  | Santa Maria-DF | 3  | 9 | 1 | 0 | 8 | 3  | 28 | -25 |

Legenda:
      Ammessa alla seconda fase.
      Retrocesse in Segunda Divisão 2025
Note:
Tre punti a vittoria, uno a pareggio, zero a sconfitta.

### Seconda fase
|  | Semifinali | Semifinali  | Semifinali | Semifinali | Semifinali |  |  | Finale | Finale          | Finale | Finale | Finale |  |
|  |            |             |            |            |            |  |  |        |                 |        |        |        |  |
|  | 3          | Gama        | 0          | 3          | 3          |  |  |        |                 |        |        |        |  |
|  | 2          | Ceilândia   | 0          | 4          | 4          |  |  | 2      | Ceilândia (dtr) | 1      | 0      | 1 (4)  |  |
|  | 4          | Brasiliense | 1          | 2          | 3          |  |  | 1      | Capital         | 1      | 0      | 1 (3)  |  |
|  | 1          | Capital     | 3          | 3          | 6          |  |  |        |                 |        |        |        |  |